# قانون اللاجئين
قانون اللاجئين هو فرعٌ من القانون الدولي يعنى بحماية حقوق اللاجئين، وهو يتعلَّق بالقانون الدولي لحقوق الإنسان والقانون الدولي الإنساني، رغم اختلافه عنهما، حيث يتناولان على التوالي حقوق الإنسان بشكل عام وإدارة الحرب بشكل خاص.

## سويسرا
يستند تعريف اللاجئ في قانون اللجوء السويسري إلى اتفاقية جنيف لعام 1951 واتفاقية حقوق الطفل اللتين صادقت عليهما سويسرا. يُنظِّم القانون طريقة التعامل مع القاصرين المرافقين لطالبي اللجوء. مؤخراً ومع التنسيق الأوروبي للجوء، أصبح للحصول على اللجوء في سويسرا أكثر صعوبة.

## قانون اللاجئين الحديث
ينصُّ قانون اللاجئين الحديث على الآتي:
- اللاجئون هم الأشخاص الذين تعرضوا في موطنهم الأصلي أو البلد الذي كانوا يعيشون فيه في الفترة السابقة إلى مخاطر جدية أو عانوا من الخوف الشديد لأسباب معينة، بسبب العرق أو الدين أو الجنسية أو الانتماء إلى فئة اجتماعية معينة أو الرأي السياسي.
- تعتبر من هذه المخاطر الجدية الخطر على الحياة والسلامة البدنية أو الحرية، وكذلك التدابير التي تتسبب في ضغوط نفسية لا تطاق. والنساء الهاربات من الأسباب التي تؤخذ بعين الاعتبار.